# Comcentre
Comcentre est un gratte-ciel de bureaux de 140 mètres de hauteur et de 32 étages, construit à Singapour de 1979 à 1980.
L'immeuble abrite le siège de la société Singapore Telecommunications.
L'architecte est l'agence BEP Akitekt Private Limited